# Sairusi Naituku
Sairusi Naituku (* 26. Februar 1961 in Lomaiviti; † 7. Juli 2016 in Lautoka) war ein fidschianischer Rugbyspieler. Er nahm 1987 mit der fidschianischen Rugby-Union-Nationalmannschaft an der Rugby-Union-Weltmeisterschaft teil.